# Márcio Carlsson
Márcio Carlsson (ur. 24 lipca 1975 we Florianópolis) – brazylijski tenisista, reprezentant w Pucharze Davisa.

## Kariera tenisowa
Zawodowym tenisistą Carlsson był w latach 1994–2007.
W grze pojedynczej Brazylijczyk zagrał raz w drabince głównej rozgrywek Wielkiego Szlema, podczas Australian Open 1999. Odpadł w 1 rundzie pokonany przez Mariano Puertę.
W grze podwójnej wygrał 2 turnieje o randze ATP Challenger Tour. W deblu nigdy nie zagrał w zawodach wielkoszlemowych.
W kwietniu 1999 reprezentował Brazylię w Pucharze Davisa w rywalizacji 1 rundy grupy światowej z Hiszpanią. Swój mecz przegrał z Àlexem Corretją, jednak Brazylijczycy mieli już wtedy zapewniony awans do dalszej fazy turnieju.
W rankingu gry pojedynczej Carlsson najwyżej był na 119. miejscu (9 listopada 1998), a w klasyfikacji gry podwójnej na 166. pozycji (7 czerwca 1999).